# Acafellas
«Акафеллас» (англ. Acafellas) — третий эпизод американского музыкального телесериала «Хор», премьера которого состоялась 16 сентября 2009 года на телеканале Fox. Режиссёром серии выступил Джон Скотт, а сценарий написал Райан Мёрфи.

## Сюжет
Уилл Шустер (Мэтью Моррисон) создает вокальную группу «Акафеллас». Члены хора пытаются заработать деньги, чтобы нанять профессионального хореографа для постановки танцев. Мерседес Джонс (Эмбер Райли) влюбляется в Курта Хаммела (Крис Колфер), не догадываясь о том, что он гей.

## Создание

### Кастинг
В серии были задействованы некоторые персонажи второго плана: Стивен Тоболовски в роли Сэнди Райерсона, Патрик Галлахер в роли футбольного тренера Кена Танаки, Икбал Теба в роли директора Фиггинса, Виктор Гарбер и Дебра Монк в роли родителей Уилла Шустера. Мэтью Моррисон, играющий Шустера, был в восторге от того, что его отца в сериале играет Гарбер, ведь он — его поклонник. Джон Ллойд Янг в роли Генри и Ная Ривера с Хизер Моррис как члены хорового клуба Сантана Лопес и Бриттани Пирс. Уайтби Хертфорд появился в роли хореографа Дакоты Стэнли, которого первоначально должен был играть Чейен Джексон. Специально приглашённой звездой стал знаменитый певец Джош Гробан, который сыграл самого себя.